# 에밀리오 푸치
에밀리오 푸치(Emilio Pucci, 1914년 9월 3일 ~ 1992년 11월 29일)는 이탈리아의 패션 디자이너, 정치인이다.